# ゆってぃ
ゆってぃ（1977年〈昭和52年〉1月25日 - ）は、プロダクション人力舎に所属する日本のお笑い芸人（ピン芸人）。本名および旧芸名は藤堂 雄太（とうどう ゆうた）。「とーどーゆーた」という名義での活動も行っていた。東京都杉並区出身。身長174cm、血液型O型。妻はタレントで元グラビアアイドルの石川あんな。

## 来歴
1995年にスクールJCAへ4期生として入学、当初はコンビ『マンブルゴッチ』のツッコミ担当として活動していた。しかし相方の川村龍俊がラッパーを目指すため2002年に解散。
マンブルゴッチ解散後、2003年にNSC東京校7期出身の寺崎仁人（現在は吉本興業へ移籍、コンビ「ガジラー」を経てピン芸人・寺崎ガザオとして活動中）とコンビ「ロケット」を結成し、同年6月に秋山潤（元プレパラート）が加入する形でトリオ「グーニーズ」となる。マンブルゴッチ時代と同じくツッコミだったが、2006年11月30日に解散。
しばらくして「とーどーゆーた」と名乗り、ピン芸人となる。ピン活動を始めて間もない頃は正統派漫談をやっていたが、ある日に人力舎のスタッフから呼び出され「漫談とかはいいのでアイドル路線で行け」と言われたことで、現在のゆってぃキャラが誕生した。第8回『R-1ぐらんぷり』では敗者復活戦にあたる「R-1ぐらんぷり2010サバイバルステージ」に進出し、6位（250点）であった。

## 芸風
「スーパーアイドルゆってぃ」というキャラクターに扮しての漫談を得意とする。
「辛いことがあってもそれがなになにー」「ゆってぃ、もう小さいことがあっても全く気にしないの」という台詞と共に最近起こった自虐的な出来事などから入り、「キョーレツゥ! チッチャイことは気にするな! それ、ワカチコ! ワカチコ!」で締める。本人は小さいことと称しているが、本人なりに大きく気にしていることを言う場合もある（人力舎の社長の眼中にもない、ネタの内容を全部MCにバラされる、など）。
ちなみに「なになにー」はマンブルゴッチ時代の元相方・川村発案のギャグで、「キョーレツゥ!」はロケット及びグーニーズ時代の元相方・寺崎が考えたもの。「なになにー」のギャグについて許可を貰う際、川村から「マンブルゴッチのギャグは、全部おまえのものだから」と背中を押されたという。その後は同じような自虐ネタながらも、オチの台詞を「○○が強め～!」に変えて締めることもある。これは同期の角田晃広（東京03）がナンパをしていた時の女性の発言に由来する。
衣装は全盛期の西城秀樹をイメージした派手なものだったが、楽屋で盗まれた。そのため少年隊っぽくしようとなり、現在の衣装に至る。「ワカチコ」は少年隊「デカメロン伝説」のイントロから引用し、「ゆってぃ」の設定も少年隊の2期後輩となっている。「ワカチコ」は「若さ・力・根性」を意味する。
「ゆってぃ」のキャラ以外もやりたいという理由により、2008年8月27日放送の『爆笑レッドカーペット』（フジテレビ）で「ゆってぃ」名義で出演してからもしばらく芸名を変えていなかったが、同年9月18日深夜放送の『アンタッチャブルのシカゴマンゴ』（TBSラジオ）内で正式に芸名を「ゆってぃ」へと変更した。かつては、プロダクション人力舎の公式プロフィールにおいて、名義が「ゆってぃ（とーどーゆーた）」と併記される形になっていた。
『レッドカーペット』初出演時、本人は「とーどーゆーた」名義で出演する予定だったが香盤表に「ゆってぃ」と表記されていたため、「ああ、俺、『ゆってぃ』って名前なんだ」と初めて認識していた（なお、ゆってぃと命名したのは山崎弘也（アンタッチャブル））。また本人はカタカナ表記の「ユッティー」だと思っていたが、以降はひらがな表記となった。
マンブルゴッチ時代からゆってぃを知るバカリズムは、ゆってぃのコンビ時代は芸人とは思えないお洒落な風貌でネタも正統派だったため、アイドルキャラで登場した時は非常に驚かされ「最終手段」だと思って受け止めたという。ブレイク前に何度かライブで共演しているカンニング竹山によると、コンビ時代は「どちらかというと突っ張った芸風」で今のような芸風はゆってぃ自身が嫌っていた。

## 人物
- 地元のプロサッカークラブであるFC東京の熱狂的サポーターで、頻繁に試合を観戦している[5]。2023年5月6日の試合に向けて「明日は沢山ゴール見てサポのみんなではしゃぐんだ！」とツイッターに投稿したが、試合結果は1-5で大敗、大量にゴールが観れたもののそれは相手チームの得点だった[6]。
- WWEは20年来のファンで、紹介番組にも出演している。
- 好きな女性のタイプは、タレントで言うと安室奈美恵で汚い言葉を使わない人。
- ハードコア・ヘヴィメタルに造詣が深く、Twitterでもツイートすることがある[7][8]。
- 松岡昌宏（TOKIO）とは、私立堀越高等学校の同級生にあたる[3]。
- 村上健志（フルーツポンチ）と共に50TAのCDを所持している[注 2]。
- 実母はバトントワリング講師で、日本バトン協会関東支部顧問などを務めている。
- 同世代で女優の観月ありさとは交友があり、時々食事を共にするという。
- 2022年4月1日、タレントで元グラビアアイドルの石川あんなと3月30日に結婚したことを所属事務所とそれぞれのSNSを通じて明らかにした[1][9][10][11]。
- ファッションデザイナーとしても活動している[12]。
- 2025年1月9日、2日前の1月7日に第1子が誕生したことを、自身のX（旧Twitter）にて公表した[13]。

## 出演番組

### バラエティ
- エンタの天使（日本テレビ）キャッチコピーは「エスニックなスーパーアイドル」。
- アンタッチャブルのシカゴマンゴ（TBSラジオ、2008年1月4日 - 2月28日、2010年2月4日 - ）柴田英嗣（アンタッチャブル）が退院するまでの一時的な準レギュラー。
- 爆笑レッドカーペット（フジテレビ）キャッチコピーは「目指せスーパーアイドル」→「お笑い界のスーパーアイドル」。
コラボカーペットで加藤歩（元ザブングル）、もう中学生、春日俊彰（オードリー）、バービー（フォーリンラブ）、渡辺直美、岩尾望（フットボールアワー）、諸見里大介（元ハム）、サンキュー安富+（超新塾）、のり（オテンキ）・倉本剛（ロケット団）(全て「ゆってぃ隊名義」)、キングオブコメディと共演。
2009年3月11日放送で、もう中学生&春日とのコラボでレッドカーペット賞受賞。
- お笑いDynamite!（TBSテレビ、2008年12月29日・2009年5月3日）キャッチコピーは「お笑いアイドリング」。
- 21世紀エジソン（TBSテレビ、2008年8月5日）
- お笑いメリーゴーランド（TBSテレビ、2009年1月6日）第3回
- ザ・イロモネア（TBSテレビ、2009年2月7日・2010年3月11日）『ゴールドラッシュ』に出演、3回勝ち抜き本戦出場権獲得。
- 爆笑一番（秋田テレビ）
- ジャイケルマクソン（毎日放送）
- カンニングの恋愛中毒（GyaO）
- 爆笑トライアウト（NHK総合、2009年5月1日）
  - 会場審査は4位（469TP）、視聴者投票は3位（1374票）。
- オンバト+（NHK総合） 戦績2勝0敗 最高401KB
  - ※爆笑オンエアバトルでもマンブルゴッチ時代にオンエアを獲得している。コンビ時代の最後のオンエアからオンバト+での初オンエアまで10年以上の歳月を費やした。
- めちゃ×2イケてるッ!（フジテレビ、2009年5月23日）
- うたばん（TBSテレビ、2009年5月31日）嵐とのお笑いコラボで登場。
- 『ぷっ』すま（テレビ朝日、2009年10月6日）ビビリ王人気芸人10組の一組で登場。
- 関口宏の東京フレンドパークII（TBSテレビ、2009年7月30日）
- サキよみ ジャンBANG!（テレビ東京、2009年11月6日）
- 人志松本の○○な話（フジテレビ、2009年12月1日・8日）
- 今田耕司プレゼンツ 鶴瓶vs未知数芸人 俺の相方誰やねん!?スペシャル（関西テレビ、2010年1月2日）
- スクール革命!（日本テレビ、2010年1月17日）
- おしゃれイズム（日本テレビ、2010年1月24日）東山紀之のゲストとして営業先の長野から中継で登場。
- フットンダ（中京テレビ、2010年1月28日）
- めざましテレビ公認 わがまま!気まま!旅気分（BSフジ、2010年1月30日）
- ものまねグランプリ 〜究極のネタ祭り100連発!〜（2010年3月15日、日本テレビ）
- run for money 逃走中（フジテレビ、2010年11月23日）
- うまプロ!U-1グランプリ（フジテレビ）
- 笑点Jr.（日テレプラス）
- 白黒アンジャッシュ（千葉テレビ）
- バカヂカラ（TOKYO MX）
- ファミレストーク王決定戦（フジテレビ）
- キャくれ家（朝日放送、2010年1月8日）
- 新世紀ネタキング決定戦（TOKYO MX、2010年12月16日放送）
- FC東京ホットライン年末スペシャル（TOKYO MX、2010年12月）
- 密室謎解きバラエティー 脱出ゲームDERO!（日本テレビ、2011年2月16日）
- トーキョー魂!→F.C. TOKYO魂!（TOKYO MX、2011年3月 - ）レギュラーコーナー『ゆってぃの青赤探検隊』に登場。
- Jam the WORLD（J-WAVE、2011年8月）
- 東京03角田&ゆってぃのぶらり作曲の旅（ミュージック・エア）レギュラー番組
- スマートフォンデュ（テレビ朝日、2018年8月30日）
- オールスター後夜祭（TBSテレビ、2018年10月7日[14]）
- 中居正広の金曜日のスマイルたちへ（TBSテレビ、2020年12月25日）「今年色々あったよ人力舎芸人総勢43名大集合SP」に出演。
- ネタパレ（フジテレビ、2021年7月9日）平子祐希（アルコ&ピース）との限定ユニット「ゆってぃ&ピース」として出演。
- 新婚さんいらっしゃい!（ABCテレビ、2022年10月16日）妻・石川あんなと出場[15]。
- しゃべくり007（日本テレビ、2023年4月3日）
- トゲトゲTV（テレビ朝日、2023年6月7日）「サーヤの先輩をオーディションで決める夜」に出演。

### テレビドラマ
- リップスティック（フジテレビ、1999年） - 高山 役
- スタンドUPスタート（フジテレビ、2023年）
- あなたがしてくれなくても 第4話（フジテレビ、2023年） - ゆってぃ 役（本人）
- 家政夫のミタゾノ 第6シリーズ 第1話（テレビ朝日、2023年）[16][17]
- 警視庁強行犯係 樋口顕 -炎上-（テレビ東京、2024年） - 飯塚進 役[18]
- きみは面倒な婚約者 プラチナ編（テレビ朝日、2025年） - 牛島庵 役[19]

### Webドラマ
- SICK'S 恕乃抄 〜内閣情報調査室特務事項専従係事件簿〜（Paravi、2018年） - SPEC ホルダー A[20]
- きみは面倒な婚約者 ダイヤ編（TELASA、2025年） - 牛島庵 役[19]

### インターネットラジオ
- マレーシアの13人（stand.fm、2022年8月1日 -）[21]
- JJチャンネル（サッカー）（stand.fm、2023年2月6日 -） [22]

### 映画
- ヴィヴィアン武装ジェット（2017年9月、監督：島田角栄） - 志村 役
- デコチン DECO-CHIN（2025年4月、監督：島田角栄）[23]

### ミュージックビデオ
- HKT48「バグっていいじゃん」スピンオフミュージックビデオ（2017年）[24]
- 煌めき☆アンフォレント「双愛⇔ハイディメンション」（2025年）[25]